# Петров, Олег Викторович
Олег Викторович Петров (18 апреля 1971, Москва, СССР) — советский и российский хоккеист, нападающий.

## Биография
Начинал играть в ЦСКА, где провел 3 сезона (1989/90—1991/92). В последнем сезоне выступал в одном звене с Игорем Чибиревым и Сергеем Востриковым, которое на тот момент было 2-м в команде.
Летом 1991 года был выбран на драфте клубом НХЛ «Монреаль Канадиенс» (6-й раунд, 127-й номер), а летом 1992 года уехал в Канаду. В первый сезон в НХЛ провел за клуб 10 игр (9 — в чемпионате и 1 — в плей-офф) и забросил 2 шайбы. Большую часть времени провел в фарм-клубе «Фредериктон».
Второй сезон также начал в фарм-клубе, однако в декабре 1993 года его срочно вызвали в основную команду, так как получил серьёзную травму плеча и надолго выбыл из строя Брайан Беллоуз. Петров занял его место во втором звене с Кирком Мюллером и Жильбером Дионном. Во втором сезоне в НХЛ забросил 12 шайб и сделал 15 результативных передач.
Сезон 1994/95, как считает сам Петров, у него не получился полностью из-за локаута. Он сыграл в сезоне 12 матчей, после чего снова был отправлен в «Фредериктон» до конца сезона.
Летом 1995 года заключил новый контракт с «Монреаль Канадиенс» на сезон. Но отыграл его также слабо: в 36 матчах чемпионата забросил 4 шайбы (7 результативных передач) и 5 игр в плей-офф (один голевой пас).
В 1996 году переехал в Швейцарию, где подписывает контракт на 2 года с командой «Амбри-Пиотта», которую тренировал Александр Якушев и в которой играли Дмитрий Квартальнов и Игорь Чибирев. В сезоне 1996/97 набрал 52 очка (24+28).
В сезоне 1997/98 вместе с клубом дошёл до полуфинала плей-офф и стал лучшим бомбардиром, набрав по системе «гол плюс пас» 93 очка.
Вернулся в Россию в сезоне 2007/2008, подписав контракт с «Ак Барсом» и став с ним победителем первого розыгрыша Кубка Гагарина (сезон 2008—2009). Затем 2 сезона провел в мытищинском «Атланте», с которым завоевал Кубок чемпиона западной конференции, в финале уступив уфимскому «Салавату Юлаеву» со счетом 4-1. В октябре 2011 подписал контракт со своим прежним клубом — казанским «Ак Барсом» до конца текущего сезона. За «Ак Барс» Олег Петров выступал под непривычным для себя номером 18, так как 14 номер уже был заигран игроком молодёжной команды барсов.
8 августа 2012 года подписал контракт на один сезон с ХК «Спартак» Москва. 26 января «Спартак» обменял нападающего в ярославский «Локомотив», получив взамен форварда Даниила Ердакова.
В декабре 2013 года завершил карьеру игрока.

## Достижения
- Обладатель Кубка Гагарина КХЛ (2008/2009) в составе казанского «Ак Барса»
- Обладатель Кубка Стэнли 1993 года в составе «Монреаль Канадиенс» (имя не выгравировано, но игрок был включен в официальный ростер клуба)
- Серебряный призёр чемпионатов СССР (1990) и России (1992)
- Участник чемпионатов мира  (1998, 1999, 2000), Кубка мира (2004) в составе сборной России
- Обладатель Континентального Кубка (2008)
- В первом регулярном чемпионате КХЛ 38-летний Петров набрал 22 (9+13 очка), в плей-офф отметился 8 (5+3) баллами за результативность, а также был признан лучшим хоккеистом-ветераном турнира.
- В плей-офф сезона 2010/11 установил рекорд, забив 3 гола подряд ровно за 3 минуты в матче с «Северсталью». Этот хет-трик является не только самым быстрым, но и самым ранним в истории КХЛ — третью шайбу Петров забросил, когда в первом периоде прошло 15 минут и 40 секунд
- Самый возрастной автор хет-трика в истории КХЛ: 39 лет и 11 месяцев 2 апреля 2011 года (хет-трик в ворота «Локомотива»)

## Семья
С первой женой Натальей прожил в браке более 10 лет, есть общий сын Антон. Со второй женой имеет двоих детей. Семья проживает в Канаде.